# Suchoi Su-6
Die vom Experimental-Konstruktionsbüro (OKB) Suchoi entwickelte Suchoi Su-6 (russisch Сухой Су-6) war ein sowjetisches Schlachtflugzeug aus der Zeit des Zweiten Weltkrieges. Sie wurde parallel zur Il-2 ausgeführt, ging aber zugunsten dieser nicht in Serienproduktion.

## Entwicklung
Unter Auswertung der Erfahrungen mit dem Schlachtflugzeug-Prototyp SchB der Su-2 begann 1940 die Konzipierung und ein Jahr darauf wurde das erste Modell SA fertiggestellt, welches noch als Einsitzer ausgelegt war. Da sich inzwischen am Beispiel der Il-2 gezeigt hatte, dass einsitzige Schlachtflugzeuge gegenüber feindlichen Jägern sehr verwundbar waren, erfolgte 1942 die Umkonstruktion zur zweisitzigen S2A mit nach hinten gerichtetem Bordschützensitz. Obwohl die Leistungen dieses Typs die der Il-2M-3 mit Ausnahme der Bombenzuladung zum Teil deutlich übertrafen, ging die Su-6 wegen der schon angelaufenen Il-2-Produktion nicht in Serie. In dieser für sie extrem schweren Phase des Zweiten Weltkrieges konnte sich die Sowjetunion keine Produktionsausfälle durch eine Produktionsumstellung leisten, auch wurde der Panzerschutz der Il-2 als besser eingeschätzt. 1943 wurde noch ein Prototyp mit dem von Alexander Mikulin entwickelten Reihenmotor AM-42 mit 2000 PS getestet, aber ebenfalls nicht in die Serienfertigung gegeben.

## Technische Daten
| Kenngröße             | Daten (Suchoi SA) | Daten (Suchoi S2A) | Daten (Su-6, 1943) |
| --------------------- | --- | --- | --- |
| Konzeption            | Einmotoriges Schlachtflugzeug | Einmotoriges Schlachtflugzeug | Einmotoriges Schlachtflugzeug |
| Hersteller            | Suchoi | Suchoi | Suchoi |
| Baujahr(e)            | 1941 | 1942 | 1943 |
| Spannweite            | 13,50 m | 13,50 m | 13,50 m |
| Länge                 | 9,10 m | 9,24 m | 9,50 m |
| Flügelfläche          | 26,00 m² | 26,00 m² | 28,00 m² |
| Flügelstreckung       | 7,0 | 7,0 | 6,5 |
| Leermasse             | 3727 kg | 4137 kg | 4370 kg |
| Startmasse            | 5250 kg | 5534 kg | 6200 kg |
| Flächenbelastung      | 250 kg/m² | 250 kg/m² | 221,4 kg/m² |
| Leistungsbelastung    | 2,9 kg/PS | 2,9 kg/PS | |
| Antrieb               | ein luftgekühlter 18-Zylinder-Doppelsternmotor | ein luftgekühlter 18-Zylinder-Doppelsternmotor | ein flüssigkeitsgekühlter 12-Zylinder-V-Motor |
| Typ                   | Schwezow ASch-71 | Schwezow ASch-71F | Mikulin AM-42 |
| Startleistung         | 1.470 kW (1.999 PS) | 1.618 kW (2.200 PS) | 1.470 kW (ca. 2.000 PS) |
| Höchstgeschwindigkeit | 527 km/h in 2500 m | 514 km/h in 3850 m | 520 km/h in 2500 m |
| Steiggeschwindigkeit  | 7,3 min auf 3000 m Höhe | 10,6 min auf 5000 m Höhe | 8,5 min auf 2500 m Höhe |
| Dienstgipfelhöhe      | 8000 m | 8100 m | 8000 m |
| Reichweite            | 576 km | 970 km | 800 km |
| Besatzung             | 1 (Pilot) | 2 (Pilot / Bordschütze) | 2 (Pilot / Bordschütze) |
| Bewaffnung            | zwei 37-mm-MK zwei 12,7-mm-MG in den Tragflügeln ein nach hinten gerichtetes bewegliches 12,7-mm-MG 400 kg Bombenlast oder zehn Raketengeschosse RS-82/RS-132 | zwei 37-mm-MK zwei 12,7-mm-MG in den Tragflügeln ein nach hinten gerichtetes bewegliches 12,7-mm-MG 400 kg Bombenlast oder zehn Raketengeschosse RS-82/RS-132 | zwei 37-mm-MK zwei 12,7-mm-MG in den Tragflügeln ein nach hinten gerichtetes bewegliches 12,7-mm-MG 400 kg Bombenlast oder zehn Raketengeschosse RS-82/RS-132 |